# 岩崎日出男
岩崎 日出男（いわさき ひでお、1945年 - ）は、大阪府生まれの日本の経営工学者。近畿大学名誉教授・理工学部元学部長。工学博士（大阪府立大学）。元文部科学省初等教育教科書編集・審査委員。元日本品質管理学会・日本規格協会評議員。元日本経営工学会評議員。元関西工学協会理事。デミング賞本賞受賞者。
専門は、経営工学・品質管理/生産マネジメント（特にTQM/SCM/QC/TQC/SQC）、社会システム工学。主な所属学会は、ASQC(アメリカ品質管理協会)、日本品質管理学会、日本規格協会、日本経営工学会、応用統計学会。

## 略歴
- 1967年 大阪工業大学工学部工業経営学科（現：情報科学部データサイエンス学科）卒業
- 1976年 近畿大学理工学部経営工学科講師
- 1982年 近畿大学理工学部経営工学科助教授
- 1996年 ボストン大学経営学部大学院MBA・DBA 大学院客員研究員
- 1999年 大阪府立大学大学院工学研究科電気情報系専攻博士後期課程修了、博士（工学）[3]
- 2000年 近畿大学理工学部経営工学科教授
- 2002年 近畿大学理工学部経営工学科学科長
- 2002年 近畿大学理工学部機械工学科教授
- 2006年 近畿大学理工学部長補佐
- 2008年 近畿大学理工学部学部長
- 2012年 近畿大学理工学部名誉教授
- 2013年 デミング賞本賞受賞

## 著書
- 『経営学の基礎知識』有斐閣、1973年
- 『品質管理のための統計的方法』共立出版、1989年
- 『材料加工』文部省実教出版、1995年
- 『クォリティマネジメント入門』日本規格協会、2004年
- 『質を第一とする人材育成』<日本品質管理学会選書3>、日本規格協会、2008年

## 主な研究
- 総合的品質管理(TQM)の方法論に関する研究
- 品質管理(QC)のための統計的方法
- 経営につなげるTQC(全社的品質管理)としてTQMへ[4]
- 固有技術と管理技術を高めるSQC(統計的品質管理)へ[5]
- 414によるロット不良率の推定について